# Deutsche Badmintonmeisterschaft 1980
Die Deutsche Badmintonmeisterschaft 1980 fand vom 1. bis zum 3. Februar 1980 in Duisburg-Rheinhausen statt.

## Medaillengewinner
| Disziplin    | Gold                                                           | Silber                                                                        | Bronze                                                                           |
| ------------ | -------------------------------------------------------------- | ----------------------------------------------------------------------------- | -------------------------------------------------------------------------------- |
| Herreneinzel | Michael Schnaase (1. BV Mülheim)                               | Karl-Heinz Zwiebler (1. BC Beuel)                                             | Ulrich Rost (STC Blau-Weiß Solingen)                                             |
| Herreneinzel | Michael Schnaase (1. BV Mülheim)                               | Karl-Heinz Zwiebler (1. BC Beuel)                                             | Fritz Hotze (SV Fortuna Regensburg)                                              |
| Dameneinzel  | Marie-Luise Schulta-Jansen (1. BV Mülheim)                     | Kirsten Schmieder (TB Rheinhausen)                                            | Heidi Krickhaus (STC Blau-Weiß Solingen)                                         |
| Dameneinzel  | Marie-Luise Schulta-Jansen (1. BV Mülheim)                     | Kirsten Schmieder (TB Rheinhausen)                                            | Ingrid Morsch (VfL Wolfsburg)                                                    |
| Herrendoppel | Roland Maywald (1. BC Beuel) Karl-Heinz Zwiebler (1. BC Beuel) | Georg Simon (TuS Wiebelskirchen) Olaf Rosenow (PSV Grün-Weiß Wiesbaden)       | Horst Lösche (1. BV Mülheim) Michael Schnaase (1. BV Mülheim)                    |
| Herrendoppel | Roland Maywald (1. BC Beuel) Karl-Heinz Zwiebler (1. BC Beuel) | Georg Simon (TuS Wiebelskirchen) Olaf Rosenow (PSV Grün-Weiß Wiesbaden)       | Bernd Wessels (STC Blau-Weiß Solingen) Ulrich Rost (STC Blau-Weiß Solingen)      |
| Damendoppel  | Brigitte Steden (TSV Glinde) Elke Weber (VfL Wolfsburg)        | Marie-Luise Schulta-Jansen (1. BV Mülheim) Ingrid Morsch (VfL Wolfsburg)      | Marieluise Zizmann (1. BC Beuel) Gudrun Ziebold (1. DBC Bonn)                    |
| Damendoppel  | Brigitte Steden (TSV Glinde) Elke Weber (VfL Wolfsburg)        | Marie-Luise Schulta-Jansen (1. BV Mülheim) Ingrid Morsch (VfL Wolfsburg)      | Jutta Rosenow (PSV Grün-Weiß Wiesbaden) Vera Martini (TuS Wiebelskirchen)        |
| Mixed        | Roland Maywald (1. BC Beuel) Marieluise Wackerow (1. BC Beuel) | Karl-Heinz Garbers (1. BV Mülheim) Marie-Luise Schulta-Jansen (1. BV Mülheim) | Michael Schnaase (1. BV Mülheim) Ingrid Morsch (VfL Wolfsburg)                   |
| Mixed        | Roland Maywald (1. BC Beuel) Marieluise Wackerow (1. BC Beuel) | Karl-Heinz Garbers (1. BV Mülheim) Marie-Luise Schulta-Jansen (1. BV Mülheim) | Bernd Wessels (STC Blau-Weiß Solingen) Heide Konopatzki (STC Blau-Weiß Solingen) |